# كيراميكوس

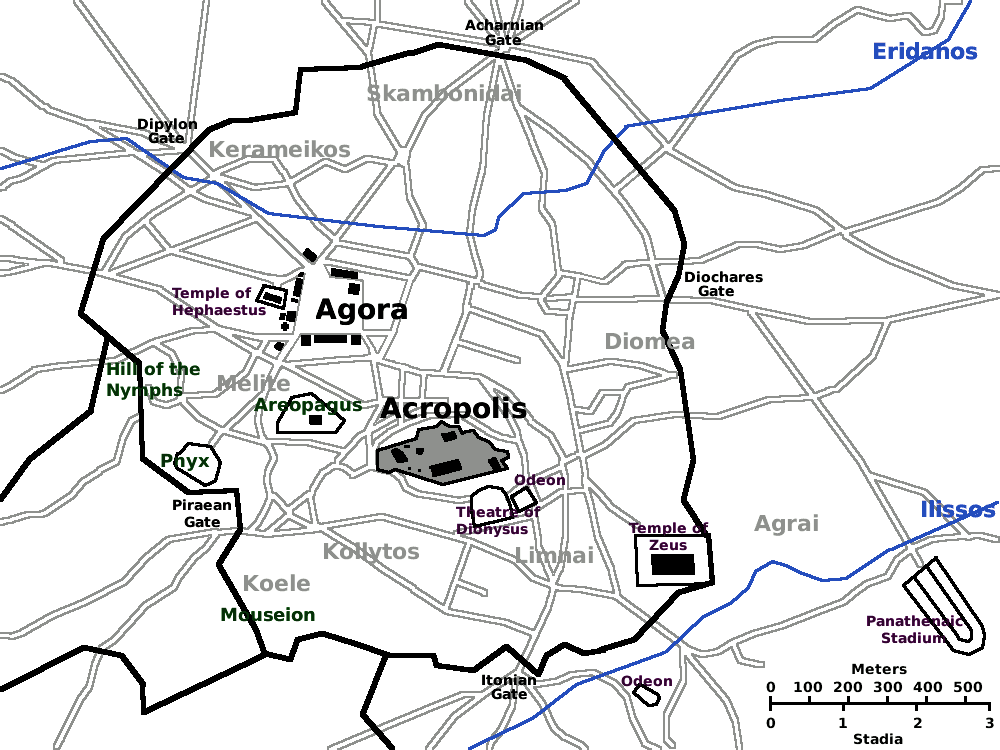
خريطة أثينا القديمة

كيراميكوس ((باليونانية: Κεραμεικός), pronounced [ce.ɾa.miˈkos]) تعرف أيضا من خلال شكلها اللاتيني (Latinisation of names) سيراميكوس، هي منطقة في أثينا، اليونان، تقع إلى الشمال الغربي من الأكروبوليس، والتي تضم منطقة واسعة داخل وخارج أسوار المدينة القديمة، على جانبي بوابة ديبليون (Δίπυλον) وعلي  ضفاف نهر إريدانوس (Eridanos River). كان هذا القسم خاص بـالخزافين في المدينة، والتي اشتقت منها الكلمة الإنجليزية "السيراميك"، وكان أيضًا موقعًا لمقبرة مهمة والعديد من المنحوتات الجنائزية التي أقيمت على طول الطريق المؤدي إلى المدينة نحو إلفسينا.